# Neu-Isenburg
Neu-Isenburg est une ville située en République fédérale d'Allemagne dans le Land de Hesse. La ville est située à proximité de Francfort-sur-le-Main.

## Géographie

Neu-Isenburg et l'arrondissement d'Offenbach en Hesse

Neu-Isenburg est dominée par deux grandes villes voisines : au nord se trouve Francfort-sur-le-Main et au nord-est Offenbach-sur-le-Main. 
À l'ouest de Neu-Isenburg, la présence de l'aéroport international de Francfort affecte la qualité environnementale de la ville (bruit, pollution).  
Dans le domaine administratif, la ville de Neu-Isenburg fait partie de l'arrondissement d'Offenbach. Les villes voisines sont Heusenstamm à l'est et Dreieich et Langen au sud.

## Histoire
| Appartenances historiques Comté d'Isembourg-Offenbach 1699–1711 Comté d'Isembourg-Birstein 1711–1744 Principauté d'Isembourg-Birstein 1744–1806 Principauté d'Isembourg 1806–1810 Grand-duché de Hesse 1815–1918 République de Weimar 1918–1933 Reich allemand 1933–1945 Allemagne occupée 1945–1949 Allemagne 1949–présent |

La ville de Neu-Isenburg a été fondée le 24 juillet 1699 par les huguenots, des protestants français qui avaient dû fuir leur pays après la révocation de l'édit de Nantes (1685). Leur nouveau souverain, le comte Johann Philipp von Isenburg-Offenbach, avait assuré leur protection, la libre utilisation de la langue française et la pratique de leur religion. Il leur avait permis de s'installer dans la forêt de Dreieich. Pour remercier le comte, ils ont appelé la ville « Neu-Isenburg ». Le plan de la ville a été créé par Andreas Loeber. La ville était organisée en un plan carré, à partir de chaque angle il y avait une rue qui amenait à la « Marktplatz » (« place du marché », centre de la ville). Des rues perpendiculaires partant des milieux des côtés du carré arrivaient aussi à cette « Marktplatz ». 
Neu-Isenburg était l'une des villes les plus organisées des XVIIe et XVIIIe siècles. Les colons étaient très actifs avant tout comme paysans, mais ils se remirent vite à leurs anciens métiers du Strumpfwirkers (peut-être la fabrication de bas ) et ils furent alors à la base du développement économique de leur ville. Les communes environnantes se méfiaient des colons français et appelaient l'endroit « welsches Dorf ».

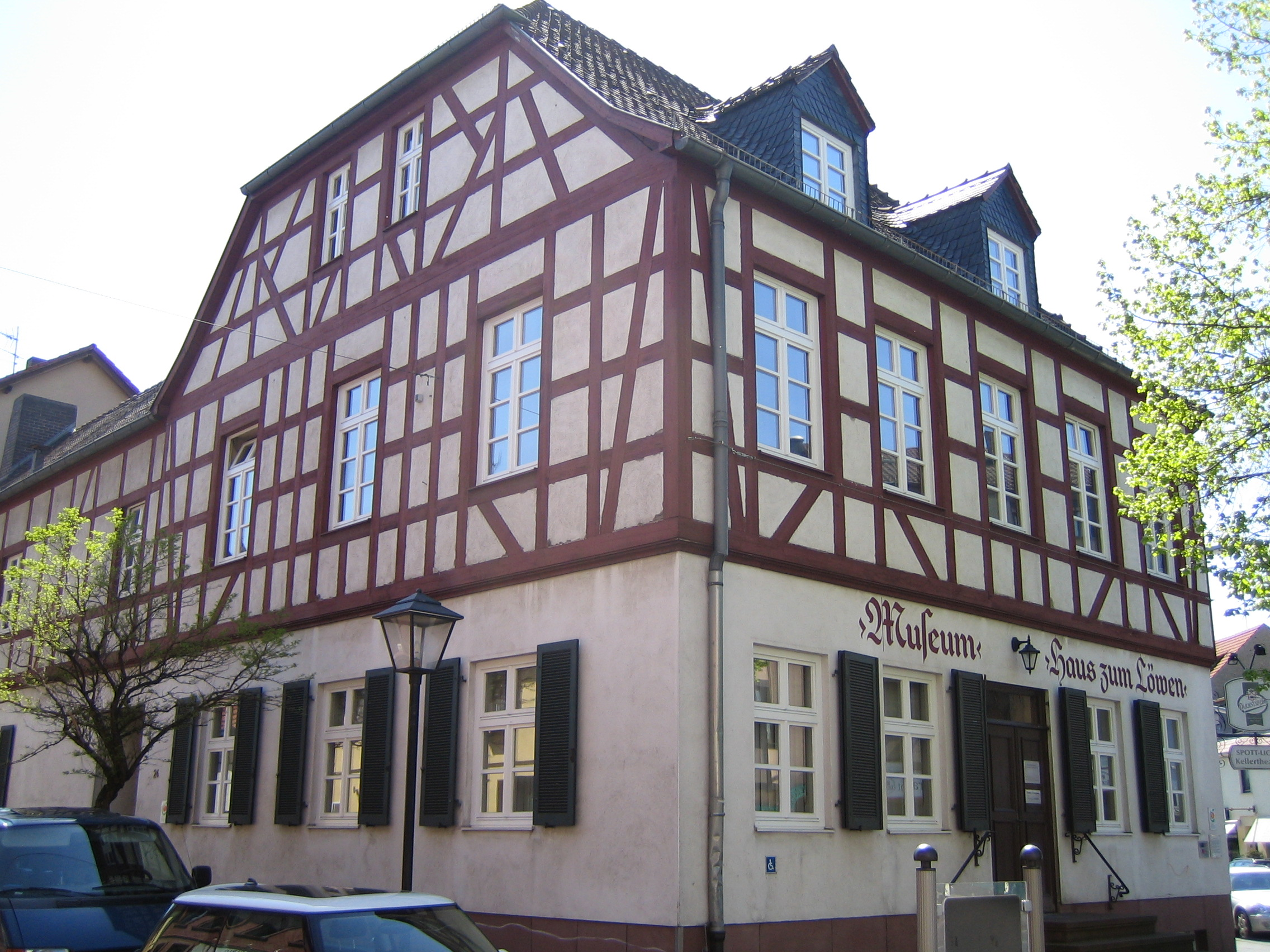
« Haus zum Löwen »

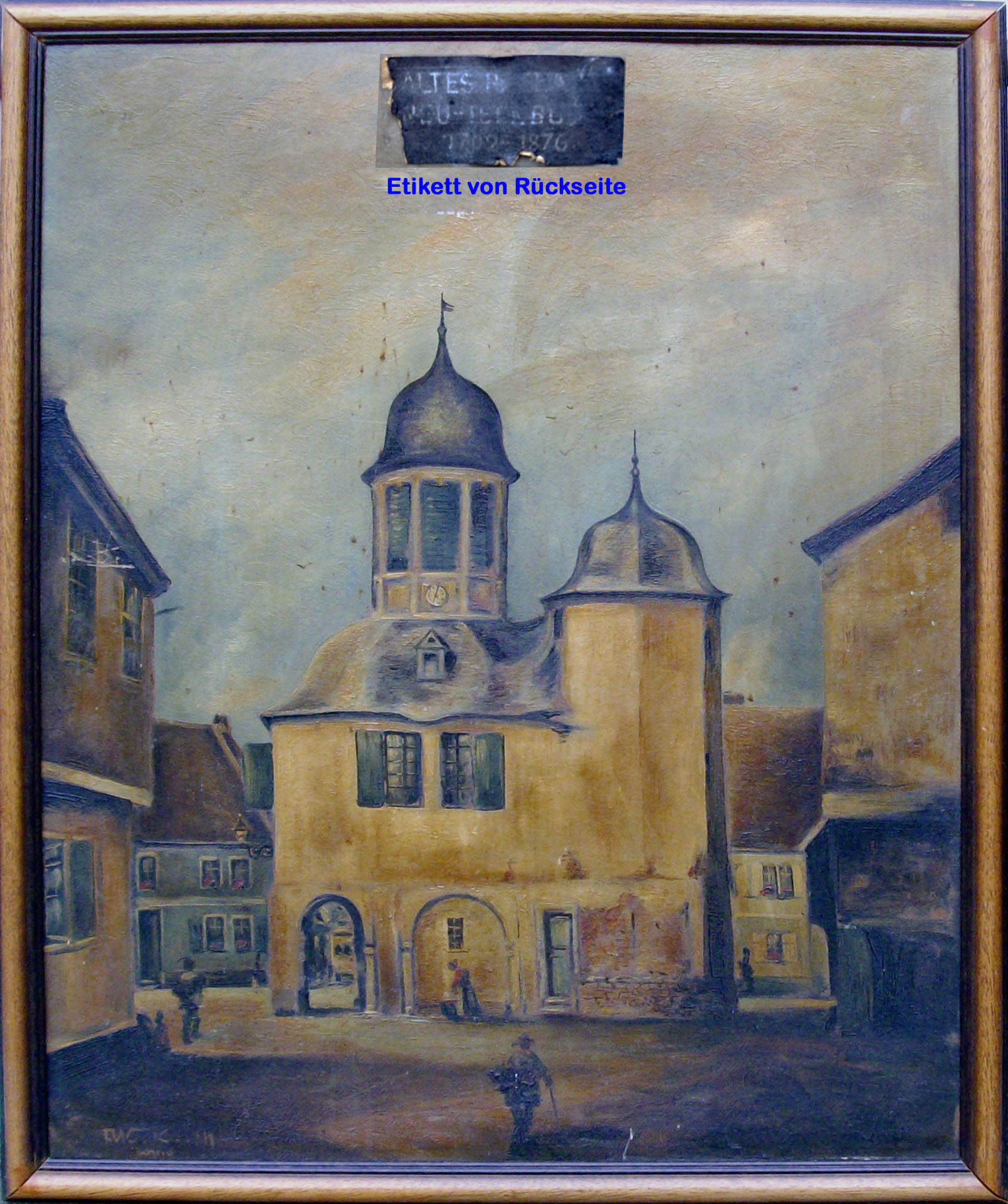
« Ancien Hôtel de Ville 1702-1876 »

Le 20 mai 1700, le pasteur Isaac Bermond célébrait le premier culte sous un vieux chêne, au milieu du parvis. En 1701, le premier maire fut Étienne Robert, un forgeron de Quincy. Cette année-là, était construite la maison forestière (aujourd'hui : café-restaurant « la maison de Francfort ») par la ville de Francfort-sur-le-Main qui servait de frontière avec la ville de Neu-Isenburg. L'église en bois (appartenant à l'Église réformée française) fut construite en 1702-1706. « La pose de la première pierre » eut lieu lors de l'Ascension 1702. En 1702 fut également construit l'hôtel de ville sur la place du marché. La même année, la « Haus zum Löwen » était utilisée pour la première fois jusqu'en 1918 comme le café Au Lion d'Or (Zum goldenen Löwen), maintenant cette maison est utilisée comme musée « du pays natal ». La première école fut construite en 1704. L'église en bois fut remplacée en 1775 par une église en pierre. En 1781, la première école germanophone fut ouverte à Neu-Isenburg.
Après le congrès de Vienne de 1815 tombait le comte d'Isenburg, la commune fut alors rattachée au grand duché de la Hesse. En 1828, l'association de droit prussien de la Hesse construisait une maison de droit comme bureau central des douanes à la frontière de Francfort, libre à cette époque-là.
Malgré les restrictions considérables, les familles allemandes déménageaient pour quitter la ville, à partir de 1761 la messe était à tour de rôle en allemand et en français. Enfin l'allemand fut fixé en 1829 comme la langue officielle.
En 1846, le chemin de fer Main-Neckar-Eisenbahn était construit et passait à Neu-Isenburg, mais il fallut attendre 1852 pour que la ville ait sa propre gare.
En 1885, le chemin de fer était ouvert à Francfort (aujourd'hui la ligne de tramway 14). Le 4 février 1889, Neu-Isenburg avait ses droits de ville et recevait ses armoiries de ville pour son 200e anniversaire.
En avril 1896, le plus haut collège d'enseignement général était créé à Neu-Isenburg, école qui existe toujours, maintenant appelée « Goetheschule ».
Le 23 octobre 1911 fut construite la première église catholique St Joseph.
Selon des actes policiers, c'était déjà pendant les années 1920 qu'on observait les sentiments antisémites en Neu-Isenburg. Aux élections générales pour le Reichstag le 5 mars 1933 40,8 % des citoyens votaient pour le NSDAP. Il y avait aussi des grands défilés et des « Fahnenappelle ». On persécutait des opposants, notamment les communistes et les adhérents à l'église catholique. Le foyer éducatif aux enfants juifs dirigé par Berta Pappenheim fut détruit partiellement après un incendie pendant la « Reichspogromnacht » en 1938. C'était le 31 mars 1942 qu'il fut fermé. Les enfants, les jeunes mères et les infirmières furent déportés et assassinés. En 1935, une liste officielle des juifs qui habitaient dans la ville fut dressée et publiée. Beaucoup des destins juifs sont documentés par des actes officiels encore existants. 
Durant la Seconde Guerre mondiale, la ville connut de lourds dégâts dans les années 1943-45 par des attaques aériennes. Après la guerre en 1945, un arrondissement à l'ouest de la ville fut réquisitionné par la force d'occupation.
Une nouvelle ville d'habitation « Gravenbuch » fut construite après que la forêt eut été détruite. Presque 7 000 personnes s'installèrent dans cette « ville satellite ». Le 1er janvier 1977, la commune de Zeppelinheim fut incorporée à N-I.

### Développement de la ville
En 1834, Neu-Isenburg avait seulement 1 762 habitants. En 1939, la ville en comptait 15 081 habitants. Après l'incorporation de la commune de Zeppelinheims et la construction de Gravenbruch, en 1983 35 000 personnes vivaient dans la ville.

## Politique

### Conseil municipal
Résultat des élections municipales du 26 mars 2006 :
| Les partis                    | Les partis                                  | % 2006 | Sièges 2006 | % 2001 | Sièges 2001 |
| CDU                           | Christlich Demokratische Union Deutschlands | 52,0   | 23          | 48,0   | 22          |
| SPD                           | Sozialdemokratische Partei Deutschlands     | 23,3   | 11          | 26,5   | 12          |
| GRÜNE                         | Bündnis 90/Die Grünen                       | 14,4   | 6           | 16,9   | 8           |
| FDP                           | Freie Demokratische Partei                  | 5,4    | 3           | 5,2    | 2           |
| FWG                           | Freie Wähler Gemeinschaft Neu-Isenburg e.V. | 5,2    | 2           | 3,4    | 1           |
| total                         | total                                       | 100,0  | 45          | 100,0  | 45          |
| participation électorale en % | participation électorale en %               | 42,4   | 42,4        | 46,3   | 46,3        |

Sièges au conseil municipal de Neu-Isenburg depuis 2006.

Malgré sa majorité absolue, le CDU continue sa coalition avec les non-inscrits (« Freie Wähler »).

### Bourgmestre
Résultats des élections communales :
| Ans                           | Candidats                     | Parti | % Résultat |
| ----------------------------- | ----------------------------- | ----- | ---------- |
| 2010                          | Herbert Hunkel                | [ 6 ] | 58,9       |
| 2010                          | Christian Beck                | SPD   | 36,9       |
| 2010                          | Susann Guber                  | FDP   | 4,2        |
| participation électorale en % | participation électorale en % | 38,4  | 38,4       |
| 2007                          | Dirk-Oliver Quilling          | CDU   | 83,3       |
| 2007                          | Markus Munari                 | SPD   | 16,7       |
| participation électorale en % | participation électorale en % | 40,0  | 40,0       |
| 2001                          | Dirk-Oliver Quilling          | CDU   | 78,5       |
| 2001                          | Wolfgang Lamprecht            | SPD   | 19,0       |
| 2001                          | Edgar Schultheis              |       | 2,4        |
| participation électorale en % | participation électorale en % | 41,1  | 41,1       |

| Ans                           | Candidats                     | Parti | % Résultat |
| ----------------------------- | ----------------------------- | ----- | ---------- |
| 1995                          | Dirk-Oliver Quilling          | CDU   | 63,1       |
| 1995                          | Berthold Depper               | FDP   | 36,9       |
| participation électorale en % | participation électorale en % | 38,0  | 38,0       |
| 1995                          | Dirk-Oliver Quilling          | CDU   | 49,5       |
| 1995                          | Günter Trützschler            | SPD   | 14,1       |
| 1995                          | Maria Marx                    | Grüne | 17,7       |
| 1995                          | Berthold Depper               | FDP   | 18,8       |
| participation électorale en % | participation électorale en % | 45,7  | 45,7       |

## Culture
La vie culturelle en Neu-Isenburg est dominée par le plus grand lieu de la manifestation, la salle polyvalente Hugenottenhalle qui peut accueillir entre 300 et 1 000 visiteurs. 
Près de la Hugenottenhalle se trouve la bibliothèque municipale qui était une des meilleures bibliothèques publiques en Allemagne en 2010 d'après le Deutscher Bibliotheksverband.
La ville est le siège social de la compagnie Lorenz-Snack-World.

## Jumelages
- Weida, en Thuringe, Allemagne
- Veauche, dans le département de la Loire, France
- Andrézieux-Bouthéon, dans le département de la Loire, France
- Dacorum, en Angleterre
- Bad Vöslau, en Basse-Autriche
- Chiusi, en Italie
- Calw, en Bade-Wurtemberg, Allemagne